# Głęboka stymulacja mózgu

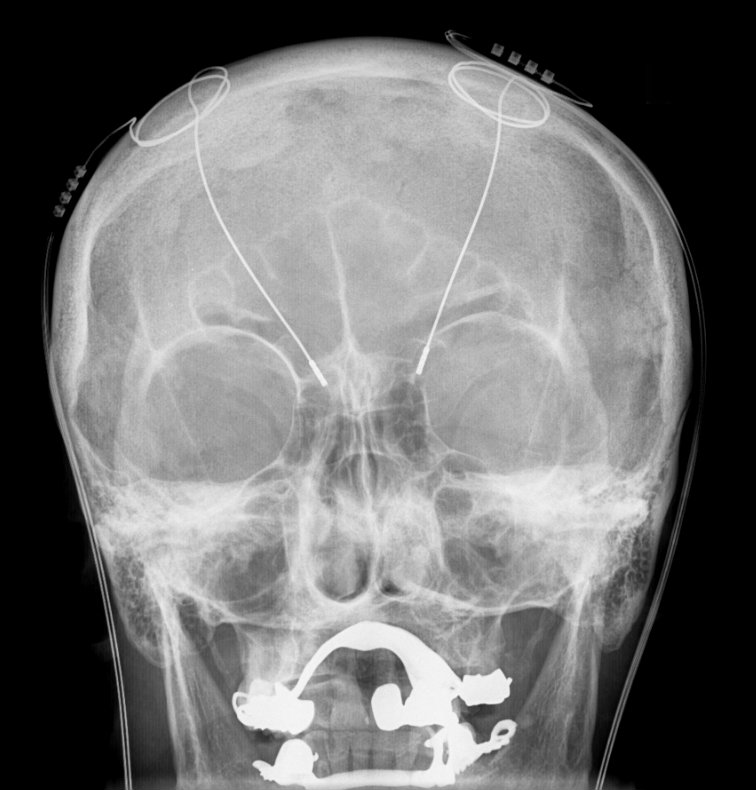
Głęboka stymulacja mózgu w chorobie Parkinsona (zdjęcie rentgenowskie obrazujące umiejscowienie przewodów i elektrod).

Głęboka stymulacja mózgu, DBS (od ang. deep brain stimulation) – chirurgiczna metoda leczenia polegająca na implantacji urządzenia (zwanego potocznie rozrusznikiem mózgu) wysyłającego impulsy elektryczne do określonej części mózgu. 
Stymulacja wybranej okolicy mózgu przynosi duże korzyści terapeutyczne przy chorobie Parkinsona, drżeniu samoistnym, dystonii, przewlekłym bólu. Historia prób stosowania DBS w leczeniu schorzeń neurologicznych jest dość długa, jednak znaczące postępy, zwłaszcza w leczeniu choroby Parkinsona, osiągnięto w ostatnich latach. 
DBS bezpośrednio zmienia aktywność mózgu w sposób kontrolowany; jej efekt jest odwracalny (inaczej niż w przypadku wykonywanych niekiedy w celach leczniczych trwałych uszkodzeń niektórych dróg nerwowych w mózgu) i jest jedną z nielicznych metod neurochirurgicznych poddających się obiektywnej ocenie metodą podwójnie ślepej próby.
Amerykańska Agencja Żywności i Leków zaakceptowała DBS jako metodę leczenia drżenia samoistnego w roku 1997, choroby Parkinsona w 2002, a dystonii w 2003. DBS jest także stosowana w leczeniu przewlekłego bólu oraz różnych chorób afektywnych, w tym depresji endogennej. Przy depresji jednak znacznie częściej stosuje się elektrowstrząsy, czyli leczenie polem elektrycznym przyłożonym do powierzchni głowy z zewnątrz na krótki czas (w ten sposób wywołuje się sztucznie chwilowe wyładowania w mózgu, niejako symulujące wyładowania występujące w padaczce).
Układ do głębokiej stymulacji mózgu składa się z trzech elementów: wszczepionego generatora rytmicznej czynności elektrycznej (właściwego „rozrusznika”), doprowadzenia sygnału do odpowiedniego jądra mózgu i połączenia. Generator jest zasilanym przez baterię neurostymulatorem umieszczonym w tytanowej obudowie, wysyłającym sygnały elektryczne do mózgu, które oddziałują z czynnością elektryczną neuronów w określonym docelowo jądrze mózgowym. Sygnał do mózgu doprowadza metalowy przewód pokryty izolującą osłonką poliuretanową, zakończony czterema małymi elektrodami platynowo-irydowymi, które umieszcza się w wybranym miejscu mózgu. Doprowadzenie to jest połączone z generatorem izolowanym przewodem wychodzącym przez czaszkę na zewnątrz głowy i biegnącym dalej za uchem na szyję, a następnie do dołu podobojczykowego, gdzie najczęściej neurochirurg umieszcza generator.
Generator, już po implantacji, może być kalibrowany zdalnie przez neurologa, pielęgniarkę albo przeszkolonego technika w celu optymalizacji jego wpływu na objawy choroby i minimalizacji ewentualnych skutków ubocznych. Celem dla elektrod doprowadzających sygnały elektryczne do mózgu w leczeniu głęboką stymulacją mózgu choroby Parkinsona jest jądro niskowzgórzowe (łac. nucleus subthalamicus). Testowana jest skuteczność głębokiej stymulacji mózgu w ciężkich postaciach zespołu Tourette’a.